# Sonargaon
Sonargaon fou l'antiga capital musulmana de Bengala Oriental, al districte de Narayanganj, a la riba del Meghna a uns 25 km a l'est de Dhaka.
Ja existia al segle xiii sota els Sena i els Deva però la seva prosperitat principal fou la dinastia balbànida de Bengala (1282-1345). Ibn Battuta la va vistar el 1345/1346 en el regnat de Fakhr al-Din Mubarak Shah (1338-1350). Va continuar prosperant sota els ilyàsides (1339-1487) i els hussaínides (1493- 1538), i en aquest segle dels caps afganesos Isa Khan i el seu fill Musa Khan que van resistir als mongols fins al 1611. Fou capital dels governadors d'aquestes dinasties de Bengala (incloent els afganesos) del 1351 al 1608, quan la capital de la província fou transferida a Dhaka pels mogols i va entrar en un ràpid declinar.
De la seva grandesa només queden algunes ruïnes prop del petit poble de Panam a uns 10 km a l'est de Narayanganj. Al seu entorn hi havia una fàbrica de moneda, la residència del banquer, la residència del comandant en cap. La veïna vila de Tanijhi està associada a la mare de Ballal Sena.